# Saison 2004-2005 de la LNAH
Saison précédente Saison suivante
La saison 2004-2005 est la neuvième saison de la Ligue nord-américaine de hockey, ligue de hockey sur glace du Québec. Chacune des dix équipes joue soixante parties. 

## Saison régulière

### Classement des équipes
Le Radio X de Québec remporte la saison régulière.
| Équipe                          | PJ | V  | D  | DP | DF | BP  | BC  | Pts |
| ------------------------------- | -- | -- | -- | -- | -- | --- | --- | --- |
| Radio X de Québec               | 60 | 41 | 14 | 1  | 4  | 265 | 177 | 87  |
| Mission de Sorel-Tracy          | 60 | 41 | 15 | 2  | 2  | 253 | 181 | 86  |
| Saint-François de Sherbrooke    | 60 | 36 | 20 | 2  | 2  | 227 | 198 | 76  |
| Prolab de Thetford Mines        | 60 | 33 | 18 | 2  | 7  | 233 | 203 | 75  |
| Dragons de Verdun               | 60 | 35 | 22 | 0  | 3  | 282 | 234 | 73  |
| CRS Express de Saint-Georges    | 60 | 33 | 21 | 1  | 5  | 241 | 216 | 72  |
| Cristal de Saint-Hyacinthe      | 60 | 24 | 30 | 4  | 2  | 205 | 255 | 54  |
| Caron et Guay de Trois-Rivières | 60 | 21 | 33 | 2  | 4  | 181 | 217 | 48  |
| Chiefs de Laval                 | 60 | 15 | 38 | 6  | 1  | 207 | 323 | 37  |
| Fjord du Saguenay               | 24 | 3  | 21 | 0  | 0  | 62  | 152 | 6   |